# Шумска кукумавка
Шумска кукумавка (лат. Athene blewitti) ендемска је врста сове која живи у шумама Централне Индије. Ова врста је на ивици изумирања. Припада фамилији правих сова - Strigidae. Након што је описана 1873. године, врста није била виђена након 1884. и сматрала се изумрлом, све док је Памела Размусен није видела 113 година касније, 1997. године. Уочена је на малом броју локалитета у веома малим популацијама у све мањим шумама Централне Индије, што шумску кукумавку сврстава у групу критично угрожених врста.

## Опис
Шумска кукумавка је мала птица, величине око 23 центиметара. Има релативно велику лобању и кљун. За разлику од пегаве кукумавке, шумска кукумавка има мање и слабије изражене тачке на леђима. Горњи део тела је тамне сиво-браон боје. Горњи део груди је браон испресецан белим шарама, док је доњи део готово бео, нарочито код мужјака. Крила и реп су такође оивичени белом бојом. Тамно перје испод крила видљиво је у лету. Лице је бледо обојено, а очи су буљаве и жуте.
Врсту је уочио Ф. Р. Блуит децембра 1872. године, а описана је 1873. године.

## Распрострањеност
Шумска кукумавка је забележена у Централној Индији, а до 1997. године била је позната само на основу седам примерака у музејима у северној Махараштри, југоисточном Мадја Прадешу и западној Ориси. Последњи пут пре тога, врста је била забележена од стране Ричарда Мајнерцахена, који је тврдио да ју је видео у Гуџарату. Претрага у Гуџарату била је неуспешна све док врста није била поново откривена новембра 1997. године од стране америчких орнитолога, укључујући и Памелу Размусен, а открили су је у подножју Сатпуре, североисточно од Мумбаја.

## Понашање
Шумске кукумавке лове са одређеног места где седе и чекају плен. Док чекају плен, шетају реп с једне стране на другу, а још узбуђеније кад крену да јуре плен. Студије су показале да њихову исхрану сачињавају 60% гуштери, 15% глодари, 2% птице и остали бескичмењаци и жабе. Када лежу на јајима, мужјаци доносе храну женкама, док оне искључиво леже на јајима. Након излегања, млади добијају перје након 30-32 дана.